# ...Io & lui
...Io & lui è un album del cantante siciliano Gianni Celeste, con la partecipazione di Massimo, cantato in lingua napoletana, pubblicato nel 2004.

## Tracce
1. Vite perdute
2. Siamo uomini
3. Nun se pò essere serio
4. Giovane sbandato
5. Chitarra vagabonda
6. Ta tire e t'a pienze
7. Tacchi a spillo
8. Musica
9. Io per quella lì
10. Tu tu tu ta ta ta